# Gaetano Di Modica
Gaetano Di Modica (Torino, 3 novembre 1922 – Torino, 10 luglio 2014) è stato un chimico italiano, professore di Chimica industriale all'Università di Torino.

## Biografia
Il padre, originario di Vittoria in Sicilia, venne trasferito ad Alba, dove incontrò e poi sposò la madre Flaminia Scaparone, appartenente a una famiglia di antiche origini proveniente dall'omonima frazione Scaparone d'Alba. 
Nel 1946 si laureò in chimica a Torino per poi lavorare inizialmente a Zurigo all'ETH nel gruppo di lavoro del chimico croato Leopold Ružička (insignito del Premio Nobel nel 1939). Divenuto docente di chimica si dedicò alla ricerca soprattutto nei campi della chimica inorganica applicata al tessile e alla coloristica, pubblicando numerosi articoli scientifici su riviste italiane e internazionali. Collaborò con atenei nazionali e stranieri, diventando prima presidente per alcuni mandati dell'Associazione italiana di Chimica Tessile e Coloristica e poi della Federazione Internazionale di Chimica Tessile e Coloristica. Nel 1989 fu nominato primo direttore del Dipartimento di Chimica Generale e Organica applicata dell'Università di Torino, di cui dirigerà anche la scuola di specializzazione in Enologia e Viticoltura. Venne nominato emerito nel 2001.
Nel 1994 fu insignito del Premio Sessa, un riconoscimento che l’Associazione Italiana di Chimica Tessile e Coloristica conferisce "ad eminenti personalità del mondo scientifico, della ricerca e delle attività tecnologiche di chimica tessile e dell’Istruzione".
Eletto socio corrispondente della Classe di scienze fisiche dell'Accademia delle Scienze di Torino nel 1982, divenne socio nazionale il 13 aprile 1994 e presidente dal 2000 al 2003.
Abituato a insegnare ai giovani studenti universitari, dedicò il suo tempo anche all'insegnamento per gli anziani, operando in seno all'Università della Terza Età di Torino e poi contribuendo a fondare nel 1985 la sede di Alba, della quale ricoprì la carica di presidente e sovrintendente culturale. Operò anche nel Consiglio direttivo della Association Internationale des Université du Troisième Age, che lo condusse ad andare a Parigi e poi nel Québec. Ad Alba fu anche socio del Rotary Club, associazione della quale ricoprì l'incarico di presidente dal 1971 al 1973.
Per tutta la vita coltivò la passione per il volo: nominato poco prima dell'8 settembre 1943 allievo ufficiale pilota all'aeroporto di Falconara Marittima, durante la guerra conseguì il brevetto di volo. Nel 1939 conseguì anche il brevetto di volo a vela sul campo di Casabianca presso Chivasso. Socio dell'Aero Club Torino dagli anni cinquanta, nel 1965 vinse la 3ª edizione del Trofeo di volo a vela della Città di Torino.
Nel 2018 la frazione di Scaparone gli ha intitolato un piazzale per ricordarne gli impegni civili e umani.

## Opere
- I Polistireni, Torino, 1949.
- Resine aminoplastiche, Torino, 1949.
- Separazione di semi carbazoni alifatici per cromatografia di ripartizione, Roma, 1951.
- I siliconi lubrificanti, Torino, 1951.
- Resine aminoplastiche, Torino, 1949.
- Séparation par chromatographie de partage de composés organiques homologués, Paris, 1951.
- Séparation par chromatographie d'acides organiques non saturés, Paris, 1952.
- Separazione cromatografica in antipodi ottici di derivati del ditolile, Roma, 1952.
- Su sostanze estratte da Chimaphila Corymbosa Pursh, Roma, 1952.
- Scissione per cromatografia di cloroamfenicolo inattivo, Torino, 1953.
- Separazione cromatografica di arbutina e metilarbutina, Roma, 1953.
- Su sostanze estratte da Chimaphila corymbosa Pursh,struttura della Chimafillina, Roma, 1953.
- Appunti per la ricerca dei gruppi funzionali organici,ad uso degli studenti di chimica, Torino, 1958.
- Sostanze isolate da Helicrysum Italicum G. Don, frazioni neutre, Roma, 1958.
- Sui componenti di Orthosiphon stamineus, Roma, 1958.
- Ureidi ad azione ipnotica, Milano, 1958.
- Preparazione di divinilamidi sostituite, Roma, 1960.
- Sui componenti flavonoidi isolati da Taxus baccata L. Nota III, Roma, 1960.
- Ascanio Sobrero, il medico che giocava con gli esplosivi, in Realtà nuova, vol. 54, 1-2(gen.-feb.), 1989,  pp. 27-32.
- Storia e storie della chimica organica, Torino, 2010.